# コンフェデレーション橋
座標: 北緯46度12分55秒 西経63度44分45秒 / 北緯46.21528度 西経63.74583度

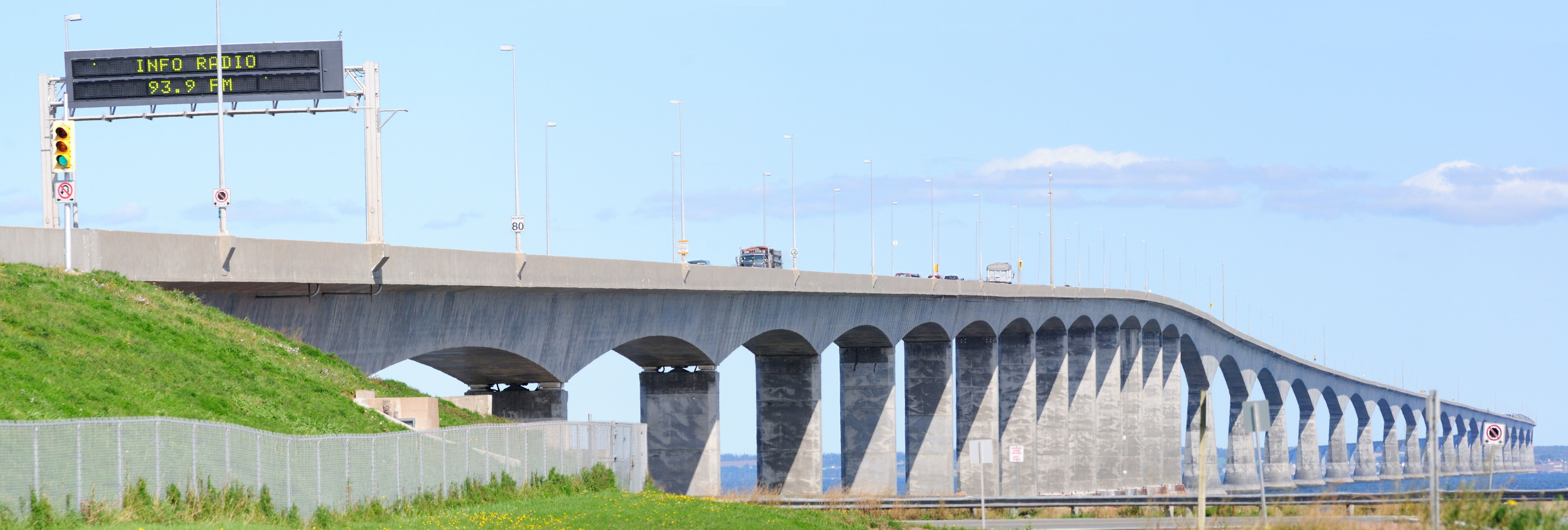

コンフェデレーション橋（コンフェデレーションきょう、英: Confederation Bridge、仏: Pont de la Confédération）は、カナダのニューブランズウィック州ケープ・ジューリマン（Cape Jourimain）とプリンスエドワードアイランド州ボーデン＝カールトン（Borden-Carleton）を結ぶ橋。ノーサンバーランド海峡を横断する。1997年に完成した。
全長12.9km、2車線通行。カナダでは最長、冬に海面が凍結する地域では世界でも最長の橋である。
通行料は、プリンスエドワード島から出るときのみ徴収される。2022年1月の料金改定で、乗用車は一台50.25カナダドル、オートバイは一台20.00カナダドルとなった。歩行者と自転車は立ち入りを禁止されているが、シャトルバスに乗ることができる。シャトルバスはかつては無料だったが、のち有料化され、2022年1月1日改訂で歩行者4.75カナダドル、自転車9.50カナダドルとなっている。手荷物は2つ目から、ひとつにつき4.25カナダドルが徴収される。

## 構造

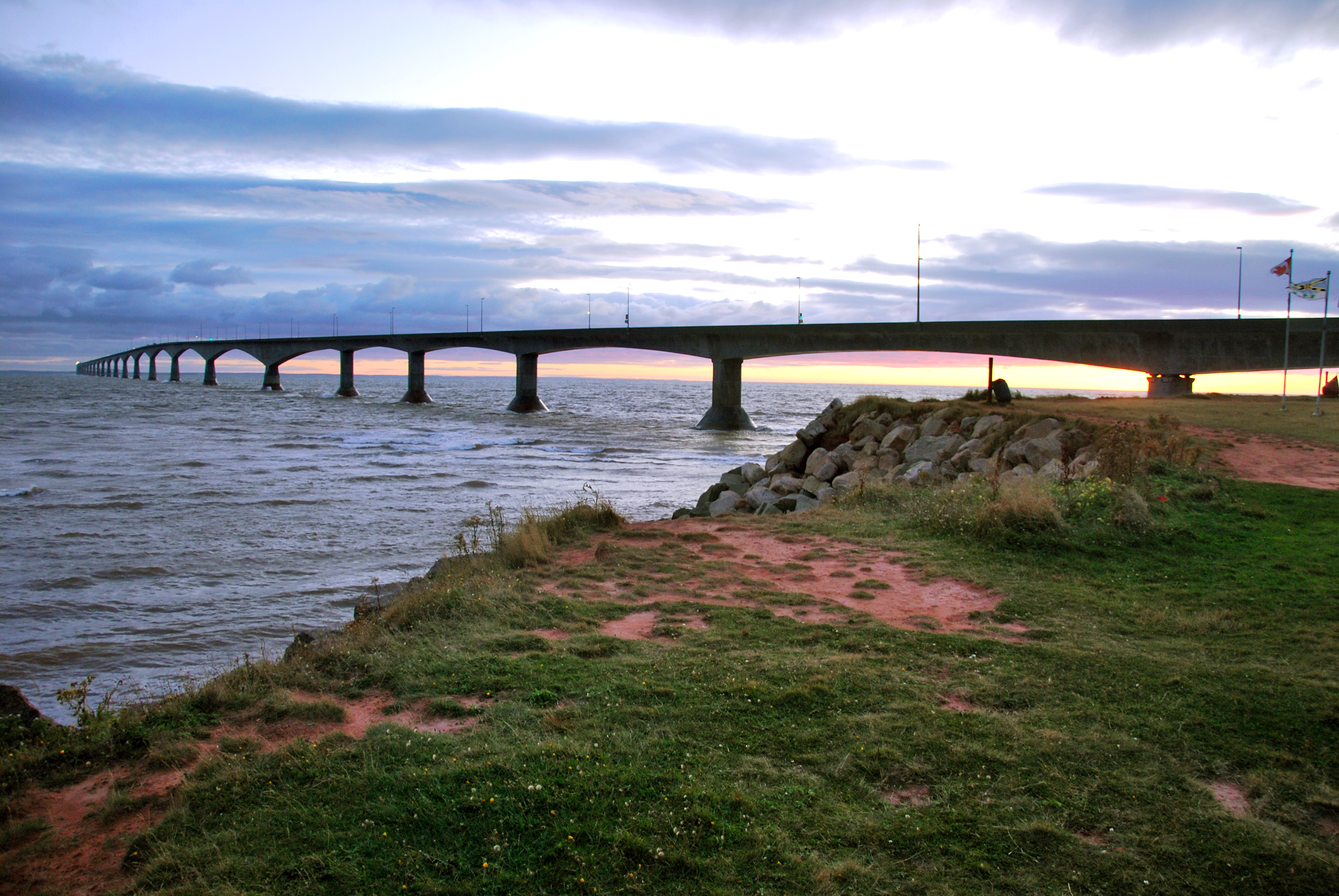
プリンスエドワード島側からの眺め

この橋は、2車線の有料道路であり、プリンス・エドワード島(ルート1)とニューブランズウィック(ルート16)を結ぶトランスカナダハイウェイになっている。この橋は44のスパンのあるポストテンションコンクリートのボックスガーダ橋である。湾曲しており、多くの部分は水面上40mの高さがあるが、一部は船舶交通のために高さ60mになっている。幅は11mで橋上の最高制限速度は時速80kmである。橋を渡りきるのに約10分かかる。